# Osakana wa Ami no Naka
Osakana wa Ami no Naka (おさかなはあみの中 lit. Pez atrapado en la red?), también conocido como Fish in the Trap en inglés, es una serie de manga escrita e ilustrada por Ranma Nekokichi. Fue serializada en la revista Cherry Shobo desde enero de 1993 hasta noviembre de 1994. Una adaptación a OVA fue producida por el estudio J.C.Staff en julio de 1994. Ha sido licenciada para su publicación en Rusia por Comics Factory.

## Argumento
Años después de su amistad e infancia, Matsui y Yūji se convierten en compañeros y amigos en la escuela preparatoria, ambos quedan fascinados por una competición de natación vista en la escuela y deciden unirse al club. Matsui y el capitán del equipo de natación se sienten atraídos sentimentalmente, pero tanto el resto de los compañeros del club como Eiichi, el mejor amigo de Matsui, no se muestran muy de acuerdo con su relación.

## Personajes
Yūji Tsukamoto (塚本 祐二 Tsukamoto Yūji?)
Un estudiante de preparatoria y capitán del equipo de natación, es heredero de un negocio familiar.
Matsui Takahiro (タカヒロ 松井 Takahiro Matsui?)
Un joven que siempre le causa problemas a Yuuji, antes era solitario hasta conocer a su mejor amigo Yoshino. 
Eiichi Yoshino (吉野 栄一 Yoshino Eiichi?)
Es el mejor amigo de Matsui, con quien se lleva muy bien y son casi inseparables. Se vuelve violento y agresivo cuando intentan quitarle a su amigo de su lado.
Azumaishi (あマシ?)
Karakawa (カラカワ?)
Tanoura (田ノ浦?)
Teru (輝?)
Usui (臼井?)

## Manga
| N.º | Título      | Fecha de lanzamiento | ISBN original      |
| --- | ----------- | -------------------- | ------------------ |
| 1   | «Volumen 1» | Enero de 1993        | ISBN 4-87183-633-9 |
| 2   | «Volumen 2» | Febrero de 1994      | ISBN 4-87183-939-7 |
| 3   | «Volumen 3» | Noviembre de 1994    | ISBN 4-87183-970-2 |